# Àcid abscísic

Àcid abscíssic. Nom IUPAC:(S)-5-(1-hidroxi-2,6,6-trimetil-4-oxo-1-ciclohexil)-3-metil-cis, trans-penta-2,4-dienoic

L'àcid abscísic (ABA), és una hormona vegetal. Té funcions en molts processos de desenvolupament de les plantes incloent-hi la dormància dels borrons i l'adaptació a la secada.
El precursor de l'àcid abscísic és l'isopentenil difosfat. Químicament és un sesquiterpenoide de 15 carbonis.
Aquest derivat carotenoide té dos isòmers cis i trans, interconvertibles entre ells en la planta; i dos enantiòmers R-S que no són interconvertibles. La funcionalitat d'aquesta hormona recau sobre la cadena lateral de cinc carbonis. Es sintetitza en els plastidis, fonamentalment en els cloroplasts.
Un augment en la concentració d'aquesta hormona en la fulla, com resposta a un estrès hídric, causa el tancament d'estomes, i també disminueix la transpiració, inhibeix el creixement de la planta i el desenvolupament de les llavors i els fruits.

## Història
Va ser aïllat per primera vegada el 1963 amb el nom d'abscisina, havent detectat que era la substància que controlava la caiguda (abscisió) de les fulles del cotoner (i algunes d'altres plantes). El 1965 es descobreix també el seu paper en la dormància dels borrons. El 2009 es descobreix com funciona per a l'adaptació dels vegetals a les condicions de secada, cosa que potser permetrà lluitar amb nous mecanismes contra les pèrdues econòmiques motivades per la secada.

## Propietats fisiològiques
L'àcid abscísic (ABA) juga un important paper en la resposta de les plantes a l'estrès mediambiental i als patògens dels vegetals. L'ABA també es produeix per alguns fongs patògens de les plantes però per una via biosintètica diferent.
- Dormància i inhibició de la germinació
  - Induccció de la senescència (maduració de les llavors produint la proteïna LEA (Late Embryogenesis Abundant protein).
  - Prolongació de la dormància.
  - Aturada dels creixement dels borrons i reintroducció de la dormància.
  - Inhibició de la germinació de les llavors per modificació de la permeabilitat de less membranes.
- Defensa contra diferents situacions estressants
  - Tancament dels estomes permetent lluitar contra la secada, carència d'elements minerals de les arrels. L'ABA també es produeix en les arrels en resposta a la disminució de potencial hídric i altres situacions en què la planta es trobi en estrès. Aleshores l'ABA es desplaça a les fulles on ràpidament altera el potencial osmòtic tancant els estomes i així es redueix la pèrdua d'aigua.
  - Implicació en les vies de defensa contra els agents patògens amb les vies de senyalament, tancament dels estomes bloquejant la penetració de patògens.
- Altres funcions
  - Acció negativa sobre l'allargament dels entrenusos.
  - Inversió de les condicions fotoperiòdiques necessàries per a la florida.
  - Acceleració de l'abscisió de les fulles (repòs hivernal) sense activar-la. En acostar-se l'hivern l'àcid abscíssic es forma en els borrons que fa alentir el creixement de les plantes i fa que una fulla especial s'endureixi per protegir el borró del fred de l'hivern, també inhibeix la divisió de cèl·lules del càmbium, suspenent així el creixement primari i el creixement secundari.
  - Caiguda dels fruits secs.